# Thelotrema saxatile
Thelotrema saxatile är en lavart som beskrevs av C. Knight. Thelotrema saxatile ingår i släktet Thelotrema och familjen Graphidaceae.   Inga underarter finns listade i Catalogue of Life.